# Partenope Rugby
El Partenope Rugby es un club italiano de rugby de la ciudad de Nápoles. Fundado en 1951, tiene en su palmarés 2 títulos de liga. Actualmente milita en la Serie B, la tercera competición italiana.
Fundado en 1951 como sección rugbística de la Associazione Polisportiva Partenope (institución en la que destaca la sección de baloncesto), en la temporada 1953/54 debutó en la primera división italiana, ganó los títulos de las temporadas 1964/65 y 1965/66, y sin haber llegado a descender, en 1969 la entidad deshizo la sección de rugby.
Fue refundado como club independiente en 1978, para luego volver a constituir la sección de rugby de la Associazione Polisportiva Partenope. Sin embargo, nunca consiguió alcanzar de nuevo la máxima categoría del rugby italiano.

## Títulos
- Liga Italiana de Rugby (2): 1964-65, 1965-66